# Vanda Gomes
Vanda Ferreira Gomes (más conocida como Vanda Gomes, Valinhos, 26 de abril de 1988) es una deportista brasileña de atletismo especialista en las disciplinas 100 m, 200 m y 4 x 100 m relevo.
Fue parte del conjunto femenino de atletismo brasileño que alcanzó la medalla de oro en los Juegos Panamericanos de 2011 en Guadalajara en la modalidad 4 x 100 m relevo junto a Ana Cláudia Lemos, Franciela Krasucki y Rosângela Santos. En el ámbito iberoamericano, recibió la medalla de oro en el XIV Campeonato Iberoamericano de Atletismo de 2010 realizado en San Fernando.
Por otro lado, el año 2011 recibió la medalla de plata en la misma categoría del Campeonato Sudamericano de Atletismo realizado en Buenos Aires; además, recibió la presea dorada en dicha categoría de los Juegos Suramericanos de 2010 realizados en Medellín. También ha representado a su país en otros torneos internacionales, entre ellos el Mundial de Atletismo.
El 9 de agosto de 2012 marcó la actual plusmarca sudamericana en los 4 x 100 m relevo de los Juegos Olímpicos de Londres 2012 junto a Ana Claudia Silva, Franciela Krasucki y Rosângela Santos, con un tiempo de 42s55.